# Rudolf Vohanka
Rudolf Vohanka, také Vohánka (28. prosince 1880 Vinařice – 6. dubna 1963 Praha), byl český hudební skladatel.

## Život
Základy hudebního vzdělání získal u svého otce. Byl zaměstnán jako státní úředník ve Vídni a pokračoval tam ve studiu hudby u Josefa Bohuslava Foerstera. Intenzivně se podílel na hudebním životě české vídeňské menšiny, ať už jako zpěvák, či jako dirigent a sbormistr. Působil v pěveckých spolcích Fügner, Bendl, Tovačovský a Lumír. Svými články a kritikami přispíval do Vídeňského deníku.
Po vzniku Československa se vrátil do Čech a působil jako úředník na Ministerstvu pošt a telegrafů. V roce 1939 odešel do důchodu.

## Dílo

### Komorní skladby
- Smyčcový kvartet f-moll (1913)
- Smyčcový kvartet E-dur (1913)
- Lyrické skladby pro klavírní kvintet op. 4 (1916)
- Klavírní kvartet f-moll op. 5 (1916)
- Čtyři romance o mladé lásce pro klavír (také úprava pro orchestr)
- Čtyři skladby ve snadném slohu (klavír)

### Melodramy
- Legenda o sv. Petru op. 6 (text Antonín Klášterský, 1918)
- Matce (text Jan Neruda)
- U vysokých pecí

### Kantáty
- Jan Hus op. 2 (1914)
- Modlitba za vlast (slova Václav Beneš Třebízský, 1940)
- André (melodramatická opera, libreto Quido Maria Vyskočil)

### Ostatní
- Zlatá svatba dědečka a babičky a jejich taneček (pantomima)

Četné písně a sbory